# Clasificación para el Campeonato Sub-17 de la Concacaf de 2017
La Clasificación para el Campeonato Sub-17 de la Concacaf de 2017 se jugó del 15 de julio al 26 de noviembre de 2017 en las zonas de Centroamérica y el Caribe para definir a los clasificados a la fase final del torneo a jugarse en Panamá.

## Zona Caribe

### Primera Ronda

#### Grupo 1
Todos los partidos se jugaron en San Cristóbal y Nieves.
| País      | J | G | E | P | GF | GC | GD  | Pts |
| --------- | - | - | - | - | -- | -- | --- | --- |
| Cuba      | 3 | 3 | 0 | 0 | 19 | 0  | +19 | 9   |
| Barbados  | 3 | 1 | 1 | 1 | 7  | 9  | -2  | 4   |
| S/K Nevis | 3 | 1 | 1 | 1 | 4  | 8  | -4  | 4   |
| Dominica  | 3 | 0 | 0 | 3 | 3  | 16 | -13 | 0   |

| 20 de julio de 2016 | Dominica | 0–9     | Cuba                                                                                      | Warner Park Sporting Complex, Basseterre    |                                             |
|                     |          | Reporte | Savigne 5' 31' 90+1' · Roldan 10' (pen.) 21' · Romero 38' 39' · Rosette 43' · Cabrera 81' | Árbitro(s): William Anderson ( Puerto Rico) | Árbitro(s): William Anderson ( Puerto Rico) |

| 20 de julio de 2016 | S/K Nevis              | 2–2     | Barbados                     | Warner Park Sporting Complex, Basseterre |                                     |
|                     | Morton 4' · Brooks 57' | Reporte | Francis 56' · Chandler 90+1' | Árbitro(s): Dwight Royal ( Jamaica)      | Árbitro(s): Dwight Royal ( Jamaica) |

| 22 de julio de 2016 | Cuba                                                           | 5–0     | Barbados | Warner Park Sporting Complex, Basseterre |                                    |
|                     | Ibarra 2' · Rosette 9' · Roldan 52' · Savigne 61' · Duarte 83' | Reporte |          | Árbitro(s): Adzer Arisnat ( Haití)       | Árbitro(s): Adzer Arisnat ( Haití) |

| 22 de julio de 2016 | S/K Nevis                | 2–1     | Dominica   | Warner Park Sporting Complex, Basseterre |                                    |
|                     | Patrick 27' · Brooks 73' | Reporte | Coipel 39' | Árbitro(s): Karl Tyrell ( Jamaica)       | Árbitro(s): Karl Tyrell ( Jamaica) |

| 24 de julio de 2016 | Barbados                                                                | 5–2     | Dominica                | Warner Park Sporting Complex, Basseterre |                          |
|                     | Humpreys 5' (a.g.) · Brathwaite 54' 60' · Howell 58' · Reid Stephen 83' | Reporte | Martin 10' · Coipel 31' | Árbitro(s): Dwight Royal                 | Árbitro(s): Dwight Royal |

| 24 de julio de 2016 | Cuba                                                         | 5-0     | S/K Nevis | Warner Park Sporting Complex, Basseterre    |                                             |
|                     | Roldan 6' 20' · Romero 8' · Douglas 80' (a.g.) · Rosette 89' | Reporte |           | Árbitro(s): William Anderson ( Puerto Rico) | Árbitro(s): William Anderson ( Puerto Rico) |

#### Grupo 2
Todos los partidos se jugaron en Islas Caimán.
| País         | J | G | E | P | GF | GC | GD  | Pts |
| ------------ | - | - | - | - | -- | -- | --- | --- |
| Haití        | 3 | 3 | 0 | 0 | 17 | 2  | +15 | 9   |
| Islas Caimán | 3 | 2 | 0 | 1 | 8  | 4  | +4  | 6   |
| Aruba        | 3 | 1 | 0 | 2 | 2  | 15 | -13 | 3   |
| Puerto Rico  | 3 | 0 | 0 | 3 | 1  | 7  | -6  | 0   |

| 20 de julio de 2017 | Puerto Rico | 0–3     | Haití                                         | Truman Bodden Sports Complex, George Town |                                        |
|                     |             | Reporte | Saint-Duc 19' · Jean Jacques 26' · Elysee 79' | Árbitro(s): Wilson da Costa ( Bahamas)    | Árbitro(s): Wilson da Costa ( Bahamas) |

| 20 de julio de 2016 | Islas Caimán                                                        | 4–0     | Aruba | Truman Bodden Sports Complex, George Town |                                         |
|                     | Ebanks 10' · Clarke-Ramirez 44' · Foster 54' · Parchmont 85' (pen.) | Reporte |       | Árbitro(s): Yadel Martínez Pupo ( Cuba)   | Árbitro(s): Yadel Martínez Pupo ( Cuba) |

| 22 de julio de 2016 | Haití | 10–0    | Aruba | Truman Bodden Sports Complex, George Town               |                                                         |
|                     | Mondestin 4' · Saint-Duc 11' 20' 41' (pen.) 44' (pen.) 54' · Sainvius 18' · Thijsen 25' (a.g.) · Elysee 59' 79' | Reporte |       | Árbitro(s): Juan Carlos Hidalgo ( República Dominicana) | Árbitro(s): Juan Carlos Hidalgo ( República Dominicana) |

| 22 de julio de 2016 | Islas Caimán               | 2–0     | Puerto Rico | Truman Bodden Sports Complex, George Town |                                          |
|                     | Bodden 24' · Parchmont 41' | Reporte |             | Árbitro(s): Veralton Nembhard ( Jamaica)  | Árbitro(s): Veralton Nembhard ( Jamaica) |

| 24 de julio de 2016 | Aruba                   | 2–1     | Puerto Rico      | Truman Bodden Sports Complex, George Town |                                        |
|                     | Ras 20' · Monticeux 57' | Reporte | Torres Arroyo 4' | Árbitro(s): Wilson da Costa ( Bahamas)    | Árbitro(s): Wilson da Costa ( Bahamas) |

| 24 de julio de 2016 | Haití                                                   | 4-2            | Islas Caimán                     | Truman Bodden Sports Complex, George Town |                                         |
|                     | Elysee 42' · Clerge 62' · Basquin 77' · Saint-Duc 90+5' | Report Reporte | Parchmont 3' (pen.) · Bodden 11' | Árbitro(s): Yadel Martínez Pupo ( Cuba)   | Árbitro(s): Yadel Martínez Pupo ( Cuba) |

#### Grupo 3
Todos los partidos se jugaron en San Vicente y las Granadinas.
| País        | J | G | E | P | GF | GC | GD | Pts |
| ----------- | - | - | - | - | -- | -- | -- | --- |
| Bermudas    | 3 | 2 | 1 | 0 | 4  | 2  | +2 | 7   |
| Santa Lucía | 3 | 2 | 0 | 1 | 8  | 2  | +6 | 6   |
| Granada     | 3 | 1 | 1 | 1 | 3  | 3  | 0  | 4   |
| San Vicente | 3 | 0 | 0 | 3 | 0  | 8  | -8 | 0   |

| 20 de julio de 2016 | Bermudas                    | 2–1     | Santa Lucía  | Victoria Park, Kingstown                       |                                                |
|                     | Crichlow 43' · Williams 82' | Reporte | Biscette 27' | Árbitro(s): Kerry Skepple ( Antigua y Barbuda) | Árbitro(s): Kerry Skepple ( Antigua y Barbuda) |

| 20 de julio de 2016 | San Vicente y las Granadinas | 0–2     | Granada                    | Victoria Park, Kingstown            |                                     |
|                     |                              | Reporte | Williams 45+1' · Clare 49' | Árbitro(s): Sherwin Moore ( Guyana) | Árbitro(s): Sherwin Moore ( Guyana) |

| 22 de julio de 2016 | Santa Lucía                | 2–0     | Granada | Victoria Park, Kingstown                  |                                           |
|                     | Clovis 38' · Sylvester 88' | Reporte |         | Árbitro(s): Marcos Brea Despaigne ( Cuba) | Árbitro(s): Marcos Brea Despaigne ( Cuba) |

| 22 de julio de 2016 | San Vicente y las Granadinas | 0–1     | Bermudas   | Victoria Park, Kingstown              |                                       |
|                     |                              | Reporte | Burgess 4' | Árbitro(s): Sherwin Johnson ( Guyana) | Árbitro(s): Sherwin Johnson ( Guyana) |

| 24 de julio de 2016 | Granada      | 1–1     | Bermudas  | Victoria Park, Kingstown            |                                     |
|                     | Maitland 83' | Reporte | Jones 12' | Árbitro(s): Sherwin Moore ( Guyana) | Árbitro(s): Sherwin Moore ( Guyana) |

| 24 de julio de 2016 | Santa Lucía                                  | 5-0     | San Vicente y las Granadinas | Victoria Park, Kingstown                  |                                           |
|                     | Clovis 18' 64' 66' · Lendor 21' · Polius 52' | Reporte |                              | Árbitro(s): Marcos Brea Despaigne ( Cuba) | Árbitro(s): Marcos Brea Despaigne ( Cuba) |

#### Grupo 4
Todos los partidos se jugaron en Islas Vírgenes Estadounidenses.
| País               | J | G | E | P | GF | GC | GD  | Pts |
| ------------------ | - | - | - | - | -- | -- | --- | --- |
| Jamaica            | 3 | 3 | 0 | 0 | 16 | 2  | +14 | 9   |
| Antigua y Barbuda  | 3 | 2 | 0 | 1 | 9  | 4  | +5  | 6   |
| Guyana             | 3 | 1 | 0 | 2 | 2  | 7  | -5  | 3   |
| Islas Vírgenes USA | 3 | 0 | 0 | 3 | 1  | 15 | -14 | 0   |

| 15 de julio de 2016 | Guyana        | 1–4     | Jamaica                                 | Ivanna Eudora Kean High School, Charlotte Amalie   |                                                    |
|                     | Swel-Case 31' | Reporte | Topey 16' · Senior 51' 74' · Parris 65' | Árbitro(s): Kimbell Ward ( San Cristóbal y Nieves) | Árbitro(s): Kimbell Ward ( San Cristóbal y Nieves) |

| 15 de julio de 2016 | Islas Vírgenes Estadounidenses | 1–5     | Antigua y Barbuda                                   | Ivanna Eudora Kean High School, Charlotte Amalie         |                                                          |
|                     | McGuinness 37'                 | Reporte | Knight 12'} 64' 82' · Challenger 45+3' · Joseph 55' | Árbitro(s): Moeth Gaymes ( San Vicente y las Granadinas) | Árbitro(s): Moeth Gaymes ( San Vicente y las Granadinas) |

| 17 de julio de 2016 | Jamaica                              | 3–1     | Antigua y Barbuda | Ivanna Eudora Kean High School, Charlotte Amalie |                                          |
|                     | Verley 14' · Parris 37' · Senior 88' | Reporte | Sheppard 84'      | Árbitro(s): Mike Van de Sande ( Curazao)         | Árbitro(s): Mike Van de Sande ( Curazao) |

| 17 de julio de 2016 | Islas Vírgenes Estadounidenses | 0–1     | Guyana       | Ivanna Eudora Kean High School, Charlotte Amalie      |                                                       |
|                     |                                | Reporte | Ferreira 13' | Árbitro(s): Tristley Bassue ( San Cristóbal y Nieves) | Árbitro(s): Tristley Bassue ( San Cristóbal y Nieves) |

| 19 de julio de 2016 | Antigua y Barbuda                      | 3–0     | Guyana | Ivanna Eudora Kean High School, Charlotte Amalie |                                          |
|                     | Knight 45+2' · Sheppard 58' · Hill 88' | Reporte |        | Árbitro(s): Mike Van de Sande ( Curazao)         | Árbitro(s): Mike Van de Sande ( Curazao) |

| 19 de julio de 2016 | Jamaica                                                                                            | 9-0     | Islas Vírgenes de los Estados Unidos | Ivanna Eudora Kean High School, Charlotte Amalie |                          |
|                     | Briscoe 15' 40' · Atkinson 29' · Verley 33' · Osei 36' · Parris 76' · Letts 78' 85' · Thompson 83' | Reporte |                                      | Árbitro(s): Moeth Gaymes                         | Árbitro(s): Moeth Gaymes |

#### Grupo 5
Todos los partidos se jugaron en Guadalupe.
| País                 | J | G | E | P | GF | GC | GD  | Pts |
| -------------------- | - | - | - | - | -- | -- | --- | --- |
| Curazao              | 3 | 2 | 1 | 0 | 14 | 2  | +12 | 7   |
| Guadalupe            | 3 | 2 | 1 | 0 | 11 | 0  | +11 | 7   |
| República Dominicana | 3 | 1 | 0 | 2 | 6  | 9  | -3  | 3   |
| Saint-Martin         | 3 | 0 | 0 | 3 | 2  | 22 | -20 | 0   |

| 20 de julio de 2016 | República Dominicana | 2–4     | Curazao                                             | Stade Fiesque Duchesne, Baie-Mahault    |                                         |
|                     | Feliz 5' 72'         | Reporte | Vrutaal 31' · Bernadina 50' 61' · Ortega 80' (a.g.) | Árbitro(s): Johannes Dolaini ( Surinam) | Árbitro(s): Johannes Dolaini ( Surinam) |

| 20 de julio de 2016 | Guadalupe                                                                                                   | 8–0     | Saint-Martin | Stade Fiesque Duchesne, Baie-Mahault            |                                                 |
|                     | De Ravaliere 43' · Landre 51' · Laurent 65' · Govindin 66' · Zubar 78' · Talbot 82' · Mauranyapin 85' 90+1' | Reporte |              | Árbitro(s): Rodphin Harris ( Trinidad y Tobago) | Árbitro(s): Rodphin Harris ( Trinidad y Tobago) |

| 22 de julio de 2016 | Curazao                                                                            | 10–0    | Saint-Martin | Stade Fiesque Duchesne, Baie-Mahault        |                                             |
|                     | Fransinet 17' 22' 71' 90+1' · Bernadina 24' 67' 76' 89' · Vrutaal 48' · Oleana 78' | Reporte |              | Árbitro(s): Keon Yorke ( Trinidad y Tobago) | Árbitro(s): Keon Yorke ( Trinidad y Tobago) |

| 22 de julio de 2016 | Guadalupe                                    | 3-0     | República Dominicana | Stade Fiesque Duchesne, Baie-Mahault  |                                       |
|                     | De Ravaliere 41' · Landre 77' · Govindin 84' | Reporte |                      | Árbitro(s): Ricangel De Leca ( Aruba) | Árbitro(s): Ricangel De Leca ( Aruba) |

| 24 de julio de 2016 | Saint-Martin        | 2–4     | República Dominicana                            | Stade Fiesque Duchesne, Baie-Mahault    |                                         |
|                     | Adams 7' 76' (pen.) | Reporte | Castillo 15' · Feliz 46' 51' · Angeles Cruz 80' | Árbitro(s): Johannes Dolaini ( Surinam) | Árbitro(s): Johannes Dolaini ( Surinam) |

| 24 de julio de 2016 | Curazao | 0–0     | Guadalupe | Stade Fiesque Duchesne, Baie-Mahault            |                                                 |
|                     |         | Reporte |           | Árbitro(s): Rodphin Harris ( Trinidad y Tobago) | Árbitro(s): Rodphin Harris ( Trinidad y Tobago) |

#### Grupo 6
Todos los partidos se jugaron en Surinam.
| País              | J | G | E | P | GF | GC | GD  | Pts |
| ----------------- | - | - | - | - | -- | -- | --- | --- |
| Surinam           | 3 | 3 | 0 | 0 | 11 | 1  | +10 | 9   |
| Bahamas           | 3 | 1 | 0 | 2 | 3  | 3  | 0   | 3   |
| Islas Vírgenes GB | 3 | 1 | 0 | 2 | 1  | 5  | -4  | 3   |
| Anguila           | 3 | 1 | 0 | 2 | 2  | 8  | -6  | 3   |

| 20 de julio de 2016 | Islas Vírgenes Británicas | 1–0     | Bahamas | Dr. Ir. Franklin Essed Stadion, Paramaribo     |                                                |
|                     | Forbes 88'                | Reporte |         | Árbitro(s): Bryan Willett ( Antigua y Barbuda) | Árbitro(s): Bryan Willett ( Antigua y Barbuda) |

| 20 de julio de 2016 | Surinam                                                    | 6–0     | Anguila | Dr. Ir. Franklin Essed Stadion, Paramaribo |                                          |
|                     | Hoever 16' 23' 64' · Marsidin 38' · Aloewel 75' · Vola 80' | Reporte |         | Árbitro(s): Javier Santos ( Puerto Rico)   | Árbitro(s): Javier Santos ( Puerto Rico) |

| 22 de julio de 2016 | Bahamas                | 2–0     | Anguila | Dr. Ir. Franklin Essed Stadion, Paramaribo |                                       |
|                     | Charles 11' · Dias 22' | Reporte |         | Árbitro(s): Walner Laventure ( Haití)      | Árbitro(s): Walner Laventure ( Haití) |

| 22 de julio de 2016 | Surinam                           | 3–0     | Islas Vírgenes Británicas | Dr. Ir. Franklin Essed Stadion, Paramaribo        |                                                   |
|                     | Eenig 5' · Hoever 51' · Saino 59' | Reporte |                           | Árbitro(s): Michel Raynel Rodríguez Roque ( Cuba) | Árbitro(s): Michel Raynel Rodríguez Roque ( Cuba) |

| 24 de julio de 2016 | Anguila                    | 2–0     | Islas Vírgenes Británicas | Dr. Ir. Franklin Essed Stadion, Paramaribo        |                                                   |
|                     | Smith 65' · Richardson 87' | Reporte |                           | Árbitro(s): Michel Raynel Rodríguez Roque ( Cuba) | Árbitro(s): Michel Raynel Rodríguez Roque ( Cuba) |

| 24 de julio de 2016 | Bahamas           | 2–1     | Surinam                | Dr. Ir. Franklin Essed Stadion, Paramaribo |                                          |
|                     | Farquharson 90+1' | Reporte | Eenig 23' · Hoever 84' | Árbitro(s): Javier Santos ( Puerto Rico)   | Árbitro(s): Javier Santos ( Puerto Rico) |

### Fase Final
Todos los partidos se jugaron en Trinidad y Tobago.

#### Grupo A
| País              | J | G | E | P | GF | GC | GD  | Pts |
| ----------------- | - | - | - | - | -- | -- | --- | --- |
| Haití             | 3 | 2 | 1 | 0 | 7  | 0  | +7  | 7   |
| Jamaica           | 3 | 2 | 1 | 0 | 9  | 4  | +5  | 7   |
| Trinidad y Tobago | 3 | 1 | 0 | 2 | 5  | 7  | -2  | 3   |
| Bermudas          | 3 | 0 | 0 | 3 | 4  | 14 | -10 | 0   |

| 16 de septiembre de 2016 | Bermudas                | 2–6     | Jamaica                                                                            | Ato Boldon Stadium, Couva                |                                          |
|                          | Jones 30' · Russell 81' | Reporte | Senior 5' · Parris 17' 72' (pen.) · Edwards 36' · Daley 42' · Russell 90+1' (a.g.) | Árbitro(s): Javier Santos ( Puerto Rico) | Árbitro(s): Javier Santos ( Puerto Rico) |

| 16 de septiembre de 2016 | Haití                      | 2–0     | Trinidad y Tobago | Ato Boldon Stadium, Couva                   |                                             |
|                          | Elysee 22' · Saint-Duc 67' | Reporte |                   | Árbitro(s): William Anderson ( Puerto Rico) | Árbitro(s): William Anderson ( Puerto Rico) |

| 18 de septiembre de 2016 | Jamaica | 0–0     | Haití | Ato Boldon Stadium, Couva                             |                                                       |
|                          |         | Reporte |       | Árbitro(s): Tristley Bassue ( San Cristóbal y Nieves) | Árbitro(s): Tristley Bassue ( San Cristóbal y Nieves) |

| 18 de septiembre de 2016 | Trinidad y Tobago             | 3–2     | Bermudas        | Ato Boldon Stadium, Couva             |                                       |
|                          | Benny 70' · Prowell 73' 90+2' | Reporte | Russell 11' 26' | Árbitro(s): Ricangel De Leca ( Aruba) | Árbitro(s): Ricangel De Leca ( Aruba) |

| 20 de septiembre de 2016 | Haití                                                              | 5–0     | Bermudas | Ato Boldon Stadium, Couva                          |                                                    |
|                          | Elysee 2' · Saint-Duc 45+2' 70' · Mondestin 65' · Moore 86' (a.g.) | Reporte |          | Árbitro(s): Kimbell Ward ( San Cristóbal y Nieves) | Árbitro(s): Kimbell Ward ( San Cristóbal y Nieves) |

| 20 de septiembre de 2016 | Trinidad y Tobago       | 2–3     | Jamaica                    | Ato Boldon Stadium, Couva                      |                                                |
|                          | Lammy 47' · Prowell 57' | Reporte | Senior 13' 74' · Daley 35' | Árbitro(s): Bryan Willett ( Antigua y Barbuda) | Árbitro(s): Bryan Willett ( Antigua y Barbuda) |

#### Grupo B
| País      | J | G | E | P | GF | GC | GD | Pts |
| --------- | - | - | - | - | -- | -- | -- | --- |
| Cuba      | 3 | 3 | 0 | 0 | 10 | 2  | +8 | 9   |
| Curazao   | 3 | 1 | 1 | 1 | 4  | 3  | +1 | 4   |
| Surinam   | 3 | 1 | 0 | 2 | 4  | 5  | -1 | 3   |
| Guadalupe | 3 | 0 | 1 | 2 | 0  | 8  | -8 | 1   |

| 17 de septiembre de 2016 | Surinam        | 2–0     | Guadalupe | Hasely Crawford Stadium, Port of Spain |                                        |
|                          | Hoever 21' 52' | Reporte |           | Árbitro(s): Wilson Da Costa ( Bahamas) | Árbitro(s): Wilson Da Costa ( Bahamas) |

| 17 de septiembre de 2016 | Cuba                    | 2–1     | Curazao              | Hasely Crawford Stadium, Port of Spain |                          |
|                          | Romero 37' · Roldan 78' | Reporte | Fransinet 57' (pen.) | Árbitro(s): Kimbell Ward               | Árbitro(s): Kimbell Ward |

| 19 de septiembre de 2016 | Guadalupe | 0–6     | Cuba                                                               | Hasely Crawford Stadium, Port of Spain |                                       |
|                          |           | Reporte | Romero 31' · Roldan 35' · Turka 58' · Cruz 75' · Savigne 86' 90+3' | Árbitro(s): Sherwin Johnson ( Guyana)  | Árbitro(s): Sherwin Johnson ( Guyana) |

| 19 de septiembre de 2016 | Curazao                             | 3–1     | Surinam  | Hasely Crawford Stadium, Port of Spain                   |                                                          |
|                          | Bernadina 10' 29' · Fransinet 45+1' | Reporte | Eenig 4' | Árbitro(s): Moeth Gaymes ( San Vicente y las Granadinas) | Árbitro(s): Moeth Gaymes ( San Vicente y las Granadinas) |

| 21 de septiembre de 2016 | Curazao | 0–0     | Guadalupe | Hasely Crawford Stadium, Port of Spain   |                                          |
|                          |         | Reporte |           | Árbitro(s): Veralton Nembhard ( Jamaica) | Árbitro(s): Veralton Nembhard ( Jamaica) |

| 21 de septiembre de 2016 | Cuba                        | 2–1     | Surinam   | Hasely Crawford Stadium, Port of Spain      |                                             |
|                          | Rosette 45+1' · Savigne 81' | Reporte | Eenig 45' | Árbitro(s): William Anderson ( Puerto Rico) | Árbitro(s): William Anderson ( Puerto Rico) |

#### Semifinales
| 23 de septiembre de 2016 | Haití                                              | 3–1     | Curazao            | Ato Boldon Stadium, Couva                          |                                                    |
|                          | Saint-Duc 14' · Mondestin 71' (pen.) · Casseus 89' | Reporte | Vrutaal 11' (pen.) | Árbitro(s): Kimbell Ward ( San Cristóbal y Nieves) | Árbitro(s): Kimbell Ward ( San Cristóbal y Nieves) |

| 23 de septiembre de 2016 | Cuba        | 1–0     | Jamaica | Ato Boldon Stadium, Couva             |                                       |
|                          | Savigne 59' | Reporte |         | Árbitro(s): Ricangel De Leca ( Aruba) | Árbitro(s): Ricangel De Leca ( Aruba) |

#### Tercer Lugar
| 25 de septiembre de 2016 | Jamaica                    | 3–0     | Curazao | Ato Boldon Stadium, Couva                   |                                             |
|                          | Senior 21' · Daley 48' 70' | Reporte |         | Árbitro(s): William Anderson ( Puerto Rico) | Árbitro(s): William Anderson ( Puerto Rico) |

#### Final
| 25 de septiembre de 2016 | Haití                                                                                | 5-0     | Cuba | Ato Boldon Stadium, Couva             |                                       |
|                          | Mondestin 36' (pen.) · Saint-Duc 55' · Jean Jacques 63' · Casseus 78' · Elysee 90+2' | Reporte |      | Árbitro(s): Trevor Taylor ( Barbados) | Árbitro(s): Trevor Taylor ( Barbados) |

## Zona Centroamérica
Todos los partidos se jugaron en Costa Rica.
| País        | J                      | G                      | E                      | P                      | GF                     | GC                     | GD                     | Pts                    |
| ----------- | ---------------------- | ---------------------- | ---------------------- | ---------------------- | ---------------------- | ---------------------- | ---------------------- | ---------------------- |
| Costa Rica  | 4                      | 4                      | 0                      | 0                      | 16                     | 0                      | +16                    | 12                     |
| Honduras    | 4                      | 2                      | 0                      | 2                      | 7                      | 7                      | 0                      | 6                      |
| El Salvador | 4                      | 2                      | 0                      | 2                      | 4                      | 6                      | -2                     | 6                      |
| Nicaragua   | 4                      | 2                      | 0                      | 2                      | 5                      | 11                     | -6                     | 6                      |
| Belice      | 4                      | 0                      | 0                      | 4                      | 3                      | 11                     | -8                     | 0                      |
| Guatemala   | Suspendido por la FIFA | Suspendido por la FIFA | Suspendido por la FIFA | Suspendido por la FIFA | Suspendido por la FIFA | Suspendido por la FIFA | Suspendido por la FIFA | Suspendido por la FIFA |

| 17 de noviembre de 2016 | El Salvador | 0–2     | Honduras                        | Estadio Ernesto Rohrmoser, San José      |                                          |
|                         |             | Reporte | Mejía 52' (pen.) · Canaca 90+4' | Árbitro(s): Henry Bejarano ( Costa Rica) | Árbitro(s): Henry Bejarano ( Costa Rica) |

| 17 de noviembre de 2016 | Costa Rica                             | 4–0     | Belice | Estadio Ernesto Rohrmoser, San José       |                                           |
|                         | Muñoz 7' · Sequeira 46' · Mora 49' 89' | Reporte |        | Árbitro(s): Ismael Cornejo ( El Salvador) | Árbitro(s): Ismael Cornejo ( El Salvador) |

| 19 de noviembre de 2016 | Honduras                                 | 3–1     | Belice          | Estadio Ernesto Rohrmoser, San José       |                                           |
|                         | Cardona 9' · Palacios 58' · Martinez 72' | Reporte | Ramos 16' (pen) | Árbitro(s): José Antonio Kellys ( Panamá) | Árbitro(s): José Antonio Kellys ( Panamá) |

| 19 de noviembre de 2016 | Nicaragua | 0-6     | Costa Rica                                   | Estadio Ernesto Rohrmoser, San José      |                                          |
|                         |           | Reporte | Gómez 13' 60' 73' 78' · Muñoz 32' · Mora 52' | Árbitro(s): Melvin Matamoros ( Honduras) | Árbitro(s): Melvin Matamoros ( Honduras) |

| 21 de noviembre de 2016 | Belice     | 1–2     | El Salvador                | Estadio Ernesto Rohrmoser, San José        |                                            |
|                         | August 41' | Reporte | Cerritos 4' · Barillas 43' | Árbitro(s): Raúl Castro Zúñiga ( Honduras) | Árbitro(s): Raúl Castro Zúñiga ( Honduras) |

| 21 de noviembre de 2016 | Nicaragua                                            | 3–2     | Honduras                   | Estadio Ernesto Rohrmoser, San José       |                                           |
|                         | Balladares 68' · Castillo 77' (pen.) · Rodríguez 84' | Reporte | Palma 39' · Palacios 90+1' | Árbitro(s): Ismael Cornejo ( El Salvador) | Árbitro(s): Ismael Cornejo ( El Salvador) |

| 23 de noviembre de 2016 | Belice     | 1–2     | Nicaragua         | Estadio Ernesto Rohrmoser, San José        |                                            |
|                         | August 39' | Reporte | Rodríguez 52' 71' | Árbitro(s): Raúl Castro Zúñiga ( Honduras) | Árbitro(s): Raúl Castro Zúñiga ( Honduras) |

| 23 de noviembre de 2016 | Costa Rica                                  | 3–0     | El Salvador | Estadio Ernesto Rohrmoser, San José      |                                          |
|                         | Muñoz 15' (pen.) · Gómez 29' · Sequeira 70' | Reporte |             | Árbitro(s): Melvin Matamoros ( Honduras) | Árbitro(s): Melvin Matamoros ( Honduras) |

| 26 de noviembre de 2016 | El Salvador                  | 2–0     | Nicaragua | Estadio Ernesto Rohrmoser, San José      |                                          |
|                         | Saravia 74' · Cerritos 90+2' | Reporte |           | Árbitro(s): Henry Bejarano ( Costa Rica) | Árbitro(s): Henry Bejarano ( Costa Rica) |

| 26 de noviembre de 2016 | Costa Rica               | 3–0     | Honduras | Estadio Ernesto Rohrmoser, San José       |                                           |
|                         | Mora 7' 51' · Cortez 83' | Reporte |          | Árbitro(s): José Antonio Kellys ( Panamá) | Árbitro(s): José Antonio Kellys ( Panamá) |